# Karin Rohn

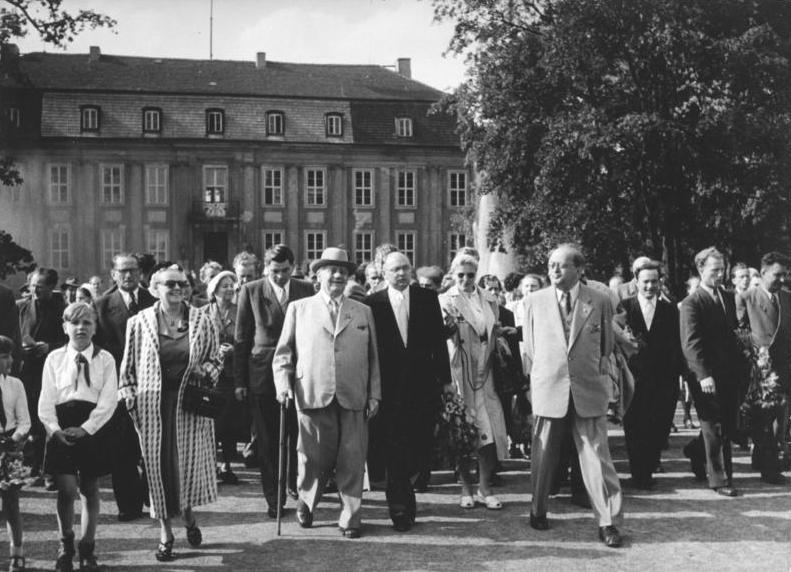
Karin Rohn (rechts der Bildmitte) mit Mikrofon hinter Heinrich Dathe bei der Eröffnung des Tierparks

Karin Rohn (eigentlich Maria Rückert, geb. Maria Lenz, * 1930) ist eine frühere Reporterin des Berliner Rundfunks, die insbesondere durch ihre Sendungen zum Tierpark Berlin-Friedrichsfelde bekannt wurde. Ihr besonderes Merkmal war das Zungen-R ihrer böhmischen Heimat. Deshalb wurde ihr der Spitzname „Karin Rrrohn“ gegeben.

## Leben
Karin Rohn war bis 1954 Verkäuferin bei der Handelsorganisation (HO) der DDR und arbeitete im Anschluss als Reporterin beim Berliner Rundfunk. Sie berichtete seit Eröffnung des Tierparks am 2. Juli 1955 regelmäßig von dort in der Sonntagmorgen-Sendung „Im Tierpark belauscht“. Die Idee für die Sendung stammte von Heinrich Dathe, dem Begründer und langjährigen Direktor des Tierparks in Friedrichsfelde. Rohn und Dathe führten seit 1974 Sonntagsgespräche miteinander; das letzte Tierparkgespräch gab es kurz nach seinem 80. Geburtstag im November 1990. Bei einer Umfrage wurde die Sendung 1990 von den Hörern des Berliner Rundfunks zur Lieblingssendung gewählt. Seit Ende 1989 informierte Rohn auch aus dem Berliner Zoo.
Karin Rohn lebt als Rentnerin in Berlin.